# Milanos våbenskjold
På Milanos våbenskjold ses et georgskors i centrum. Ovenover finder man en murkrone med otte tårne, hvoraf dog kun fem er synlige. Forneden ser man to grene: En laurbærgren og en egegren, som er bundet sammen med et bånd med de nationale farver.

## Tidligere milanesiske våbenskjold
- Huset Viscontis våbenskjold fra 1277
- Huset Sforzas våbenskjold
- Våbenskjold for Kongeriget Lombardiet-Venetien
- Våbenskjold for Milano i Napoleontiden

- Wikimedia Commons har flere filer relateret til Milanos våbenskjold